# Gondosari (Gebog)
Gondosari is een bestuurslaag in het regentschap Kudus van de provincie Midden-Java, Indonesië. Gondosari telt 12.757 inwoners (volkstelling 2010).